# Literatura a Extremadura

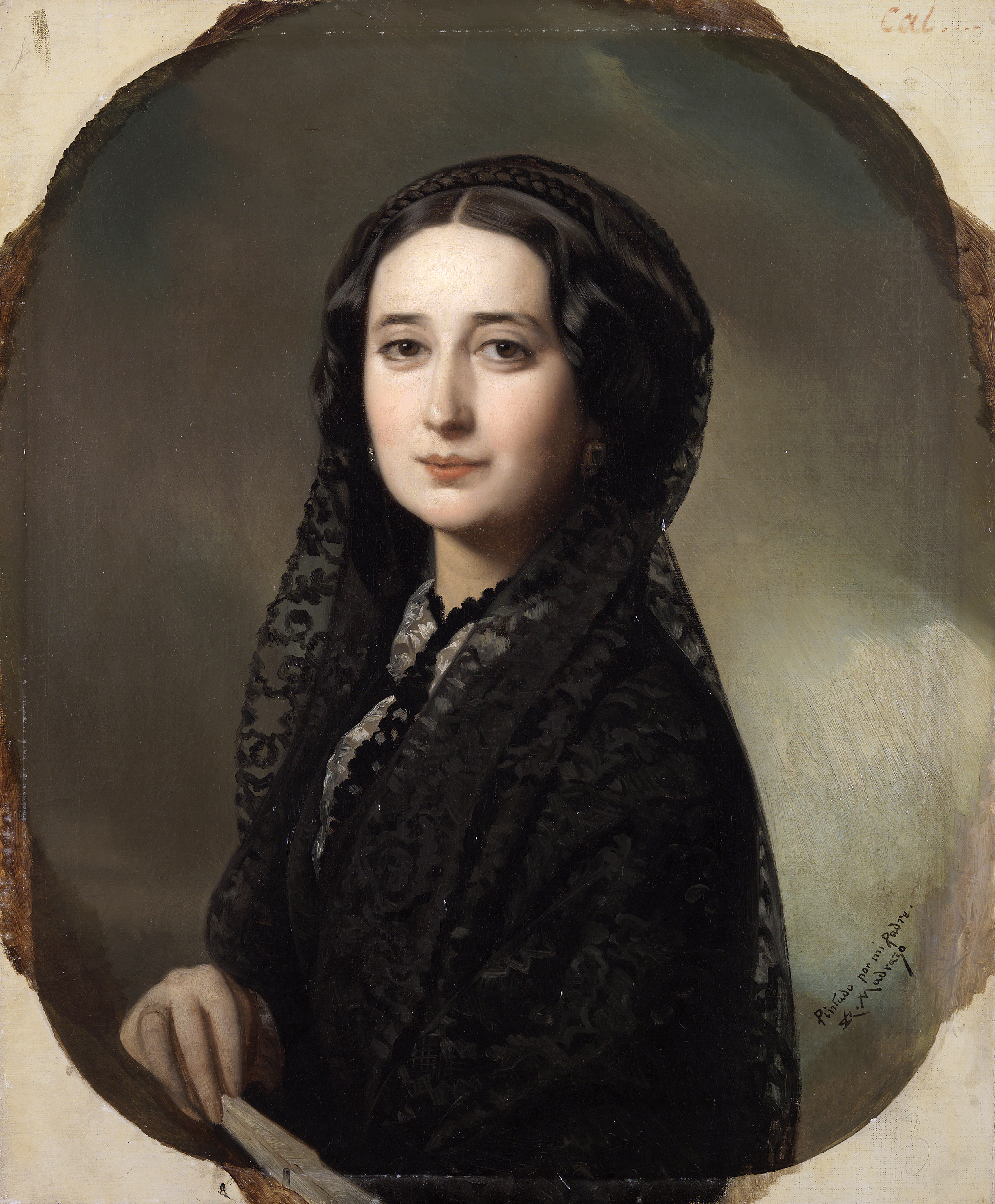
Carolina Coronado és una de les escriptores més destacades de la literatura extremenya en castellà.

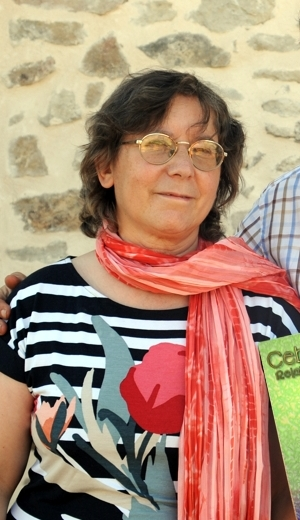
Elisa Herrero Uceda és una de les escriptores més destacades de la literatura extremenya en extremeny.

La Literatura a Extremadura és aquella escrita en les diferents llengües parlades a Extremadura: castellà, extremeny, castúo, fala i portuguès.
Es pot dir que la literatura comença a Extremadura amb els textos escrits en llatí. Un dels primers testimoniatges que tenim avui és De vita et miraculis Patrum Emeritensium (635) atribuït a Paulo Diácono.
Al llarg del temps, la majoria dels autors extremenys han escrit en castellà i només en els últims segles han aparegut obres en les altres llengües d'Extremadura, com l'extremeny i el castúo.

## Literatura en llatí
Un dels primers textos de la literatura extremenya, escrit en llatí, és De vita et miraculis Patrum Emeritensium (635), atribuït a Paulo Diaca.
També en aquesta llengua va escriure Juan de Carvajal (1400-1469), qui va ser religiós, diplomàtic, bisbe i cardenal. Entre les seves obres destaquen Defensio sedis apostolicae, Relatio compendiaria legationum suarum, escrites entre 1441 i 1455, en l'època en què va estar a Roma, Hongria i Alemanya, el Opus epistolarum o els seus Sermones. Un altre religiós extremeny que va escriure en llatí va ser Bernardino López de Carvajal y Sande, autor, entre altres, de la Oratio ad Alexandrum VI nomine regum Hispaniae habita super praestanda solemni obedientia (1492).

## Literatura en castellà

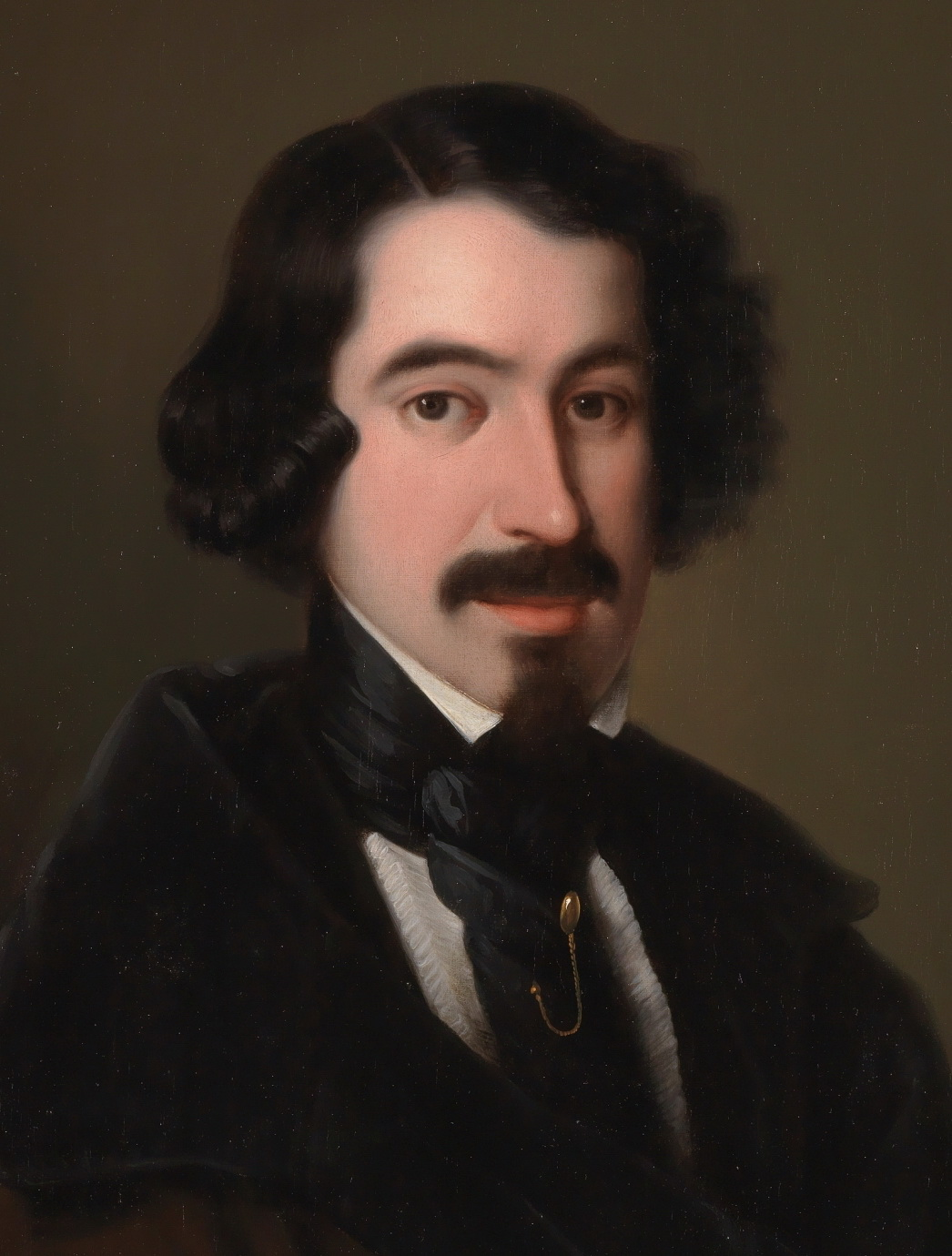
José de Espronceda és un dels escriptors extremenys en castellà més destacats.

És cert que és complicat trobar escriptors extremenys en llengua romanç fins al segle xv, pel fet que entre els segles XIII i XV la regió va sofrir un procés de Reconquesta. En el segle xv, amb el ressorgir cultural de ciutats com Guadalupe o Plasència, comença la floració de les lletres extremenyes gràcies a l'impuls de la biblioteca del Monestir de Guadalupe. Trobem així el Tratado muy devoto del viaje e misterios de la tierra santa de Jerusalén per Fra Alonso de Medina.
Alguns autors d'aquest segle són Vicente Arias de Balboa (†1414), que va glossar el Fuero Real, i Bartolomé Torres Naharro (1485-1520?), poeta i dramaturg del Renaixement, de qui destaca Propalladia ("Primeros dones a Palas"), que retrata la vida romana. Domingo Marcos Durán (c. 1465–1529) va publicar el primer tractat de musicologia en castellà, Lux Bella (1492), al qual van seguir Comento Sobre Lux Bella (1498) i Súmula de Canto de Organo (c. 1507).
En el segle XVI s'observa una gran floració de la literatura a Extremadura, amb dramaturgs com a Vasco Díaz Tanco (†1560), Bartolomé Torres Naharro, i poetes com Francisco de Aldana (1537-1578) i Joaquín Romero de Cepeda (1545-1581), l'obra dels quals és en bona part de circumstàncies i d'estil italianitzant. Entre les obres de Díaz Tanco destaquen Jardín del alma cristiana, El Astrolabio natalicio i Cuando su rey en prisión. Un altre dramaturg és Luis Miranda de Villafañe (1575), que va escriure La comedia pródiga (1554), on s'inclouen diversos quadres de la vida espanyola de l'època. En gramàtica i retòrica destaca Francisco Sánchez de las Brozas (1523–1600), conegut com "El Brocense". També es distingeix Benito Arias Montano (1527-1598), que va dirigir l'edició de la Bíblia Poliglota d'Anvers (coneguda com a Bíblia Règia).
En l'àmbit místic destaquen Sant Pere d'Alcántara (1499-1562), amb obres com el Tratado de la oración y la meditación (1557), i Sant Joan de la Creu (1542-1591), amb el seu Cántico espiritual (1578). En l'èpica, destaca Luis Zapata de Chaves (1526-1595) amb el seu poema Carlo famoso, escrit en octaves reals, amb cinquanta cants, publicat en 1566.
En el segle XVII no abunden escriptors de gran qualitat. Es pot destacar a Antonio de Monroy, elogiat per Cervantes en el seu Viaje del Parnaso, i Alonso de Acevedo, que va publicar el cant èpic La creación del mundo. També trobem el llibre Comentarios de D. García de Silva y Figueroa de la embajada que de parte del rey de España Don Felipe III hizo al rey Xa Abas de Persia, escrit entre 1614 i 1624, encara que no va ser publicat fins a 1903.

En el segle XVIII, destaca el dramaturg Vicente Antonio García de la Huerta (1734–1787) amb la seva obra Raquel, estrenada en 1778 a Madrid, durant el seu exili a Orà. L'obra va aparèixer en el moment de consolidació de la tragèdia neoclàssica com a gènere a Espanya. Entre els poetes destaquen Cristóbal de la Beña (1777-1833), Francisco Gregorio de Salas (1729-1808), autor de la Décima a Extremadura, i Juan Meléndez Valdés (1754-1817). Altres autors són Juan Pablo Forner (1756-1797), de qui destaca Exequias de la lengua castellana, obra satírica en prosa i vers; i Antonio Mogollón, que va escriure Lamentaciones de Jeremías, profeta, profeta, un llibre de 47 pàgines amb introducció en prosa i quatre capítols en vers, a més d'altres composicions breus per a les festes de la proclamació de l'Estatut Real de Gaudalupe.

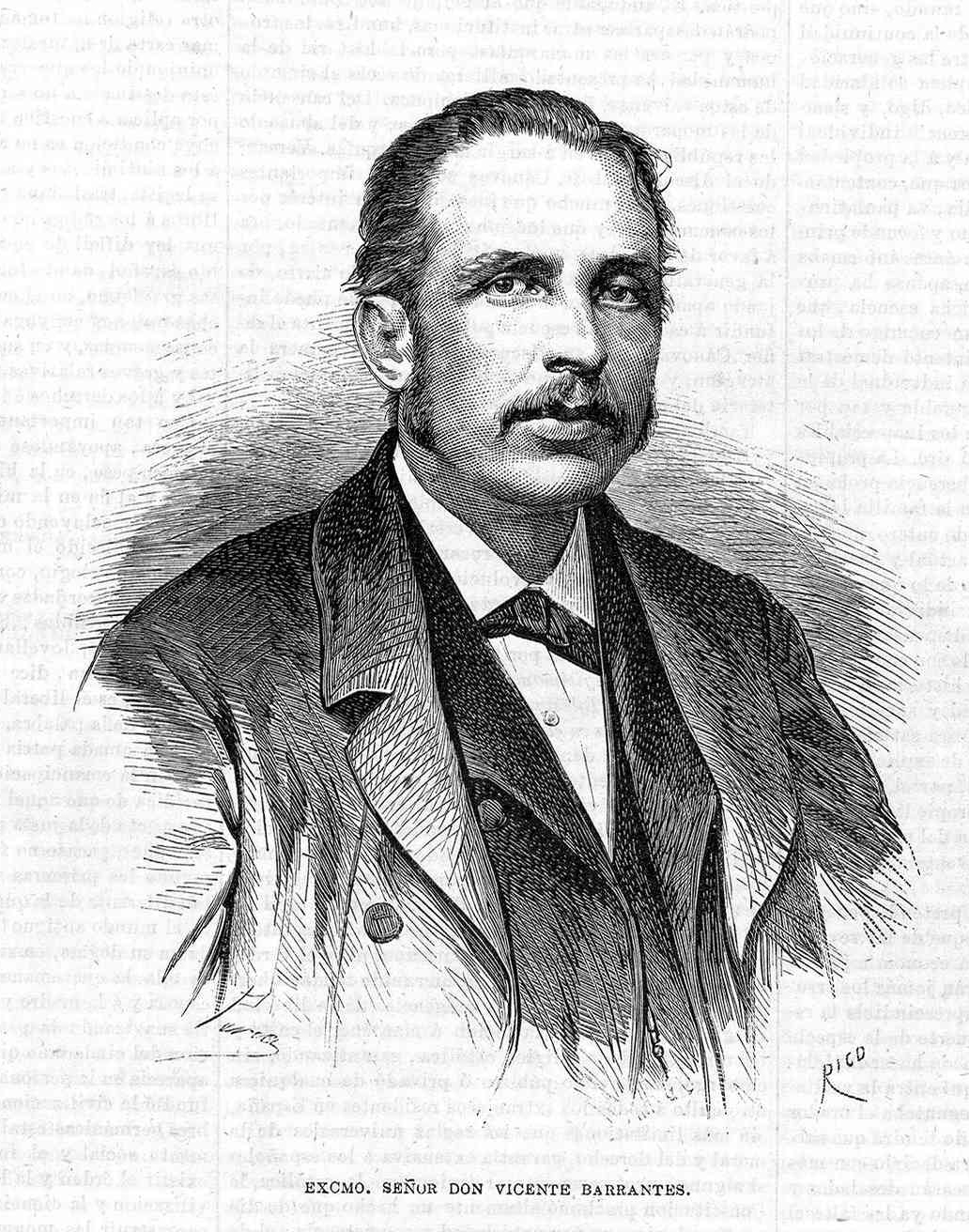
Vicente Barrantes Moreno és el primer autor que coneixem que va utilitzar l'extremeny. Aquesta llengua va ser usada en el sainet còmic "Idilio de última moda", inclòs en Dies sense sol (1875).

El segle XIX comença amb el Romanticisme, amb escriptors destacats com José de Espronceda (1808–1842) i Carolina Coronado (1823–1911). D'aquesta última sobresurten Jarilla (1850) i La rueda de la desgracia (1873). Altres autors són Vicenta García Miranda de Campanar, inspirada per Coronado, amb el seu únic llibre Flores del valle, compost per 75 poemes; el polític Antonio Hurtado Valhondo (1825-1878), autor de la novel·la Corte y cortijo (1870), premiada per la Reial Acadèmia de la Llengua; Juan Donoso Cortés, amb Elegía a la duquesa de Frías i El cerco de Zamora; i Juan Leandro Jiménez, de qui es va descobrir un manuscrit inèdit dedicat a una poetessa extremenya de l'època.
En el segle XX destaquen Antonio Reyes Huertas (1887–1952) amb les seves Estampas campesinas, Pedro Romero Mendoza (1896–1969), director de la revista Alcántara durant 20 anys; Jesús Delgado Valhondo (1909–1993), Manuel Pacheco (1920–1998), i Felipe Trigo (1864–1916) amb Jarrapellejos (1914), Mario Roso de Luna (1872–1931) qui va escriure obres d'inspiració teosòfica, Enrique Segura Otaño va ser director de la Revista de Estudios Extremeños i redactor cap del Diario de Badajoz. Diego Doncel és un altre autor destacat, guanyador del Premi Adonáis en 1990 per El único umbral i el Premi Cafè Gijón per la novel·la Amantes en el tiempo de la infamia (2013). També és rellevant Félix Grande Lara (1937–2014), guanyador de premis com el Premi Adonáis (1963) per Las piedras, el Premi Guipúscoa (1965) per Música amenazada, el Premi Eugenio d'Ors (1965) per Las calles, el Premi Casa de les Amèriques (1967) per Blanco Spirituals, el Premi Nacional de Poesia (1978) per Las rubáiyatas de Horacio Martín, i el Premi Felipe Trigo de Narració Curta (1994) per El marido de Alicia. Luis Landero va rebre el Premi de la Crítica i el Premi Nacional de Narrativa per Juegos de la edad tardía (1989). Entre les dones destaquen Puresa Canelo Gutiérrez, Premi Adonáis (1970) per Lugar común, i Irene Sánchez Carrón, qui ha rebut, entre altres, el Premi Germans Argensola (1997) per Porque no somos dioses, el Premi Adonáis (1999) per Escenas principales de un actor secundario, el Premi Antonio Machado (2008) per Ningún mensaje nuevo i el Premi Emilio Alarcos (2017) per Micrografías.
En el segle XXI destaca Dulce Chacón, guanyadora del Premi Azorín per Cielos de barro (2000), ambientada en la postguerra a Extremadura. La seva novel·la La voz dormida, desenvolupada entre la presó de las Ventas i una pensió al carrer Atocha de Madrid, va rebre el Premi Llibre de l'Any (2002) i va ser adaptada al cinema en 2011. La seva germana Inma Chacón va ser finalista del Premi Planeta 2011 amb Tiempo de arena. També es distingeix José Cercas Domínguez, guanyador del Premi Internacional de Literatura Gustavo Adolfo Bécquer (2021) per Lo que en verdad sucede i pel conjunt de la seva obra.

## Literatura enextremeny
La llengua d'Extremadura comença a aparèixer en la documentació des del segle XIII. En el segle XVII apareixen textos en el subdialecte talaverà (1638). L'extremeny comença a tenir més presència en la literatura amb Vicente Barrantes i el seu Días sin sol de 1875.
En 1984, José María Alcón Olivera va publicar Requilorios, la primera novel·la escrita en extremeny. Va caldre esperar fins als anys 2000 per a veure noves publicacions en extremeny, en aquest cas, en la variant del Rebollar, amb El corral los mis agüelus, de José Benito Mateos Pascual. Aquesta va ser seguida per la Primera Antología de Poesía Extremeña l'any 2005. En 2011 es va publicar La nueva literatura en estremeñu, seguida en 2012 per una segona part.
En 2012, Ismael Carmona García va publicar el poemari Pan i verea. Els germans Miguel Herrero Uceda i Elisa Herrero Uceda van publicar dos llibres de relats en extremeny: un en 2012, amb el títol Ceborrincho, relatos extremeños, i un altre en 2015, titulat Mamaeña, relatos extremeños. Altres llibres en els anys posteriors són La huélliga de Marcos Cruz Díaz i El sol del lobu d'Anníbal Martín. En 2025, Vicente Costalago va publicar Euris estremeñus i sotras poemas, dividit en tres parts: la primera amb poemes èpics sobre diversos herois extremenys; la segona amb poesies religioses; i una última amb poesies soltes.

## Literatura en castúo

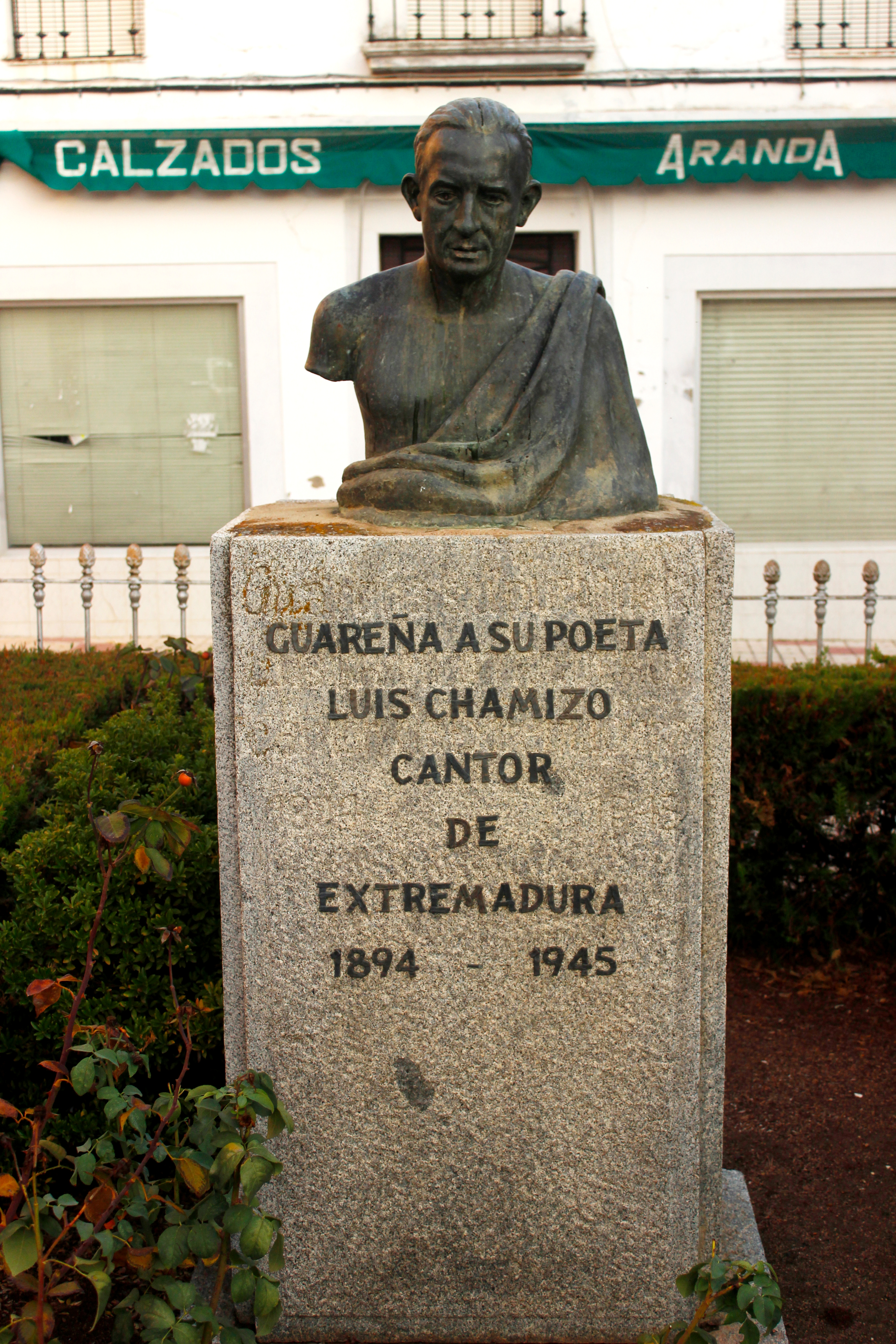
Amb Luis Chamizo neix la literatura en castúo.

Es pot dir que la literatura en castúo va tenir el seu origen amb Luis Chamizo (1894-1945) i la seva obra El miajón de los castúos.
En el segle XIX també destaquen José María Gabriel y Galán (1870-1905) i Ventura Villarrubia Pila. I entre els segles XIX i XX, trobem a Antonio Reyes Huertas (1887-1952), Javier Feijóo, Carmen Vera i Ricardo Quintana Sánchez-Bote.

## Literatura en fala
No hi ha molta literatura escrita en fala. Entre els llibres publicats en aquesta llengua està Versus Valeoris da nosa fala - Obra poética mañega, de Domingo Frades Gaspar. És una recopilació de poemes escrits per l'autor al llarg de cinquanta anys. També existeixen alguns llibres de Contus i Relatus Cortus.
Altres textos en fala poden trobar-se en Anduriña - Rivista cultural de As Ellas, editada per l'Associació cultural "U Lagartu Verdi" amb la col·laboració de l'Ajuntament de Eljas, que es publica des de 1997.
Entre les traduccions tenim el Novu Testamentu en fala, traduït per Mingu (Domingo Frades Gaspar) i El Petit Príncep, titulat U/O Pequenu Príncipi. Coordinat per Antonio Garrido Corretges, va ser realitzat per tres amics: Mingu, Seve i Pepi (Domingo Frades Gaspar, Félix Severino López Fernández i José María González Rodríguez).

## Literatura en portuguès oliventí
Si la literatura en fala és escassa, encara ho és més la literatura en portuguès oliventí, si és que es pot parlar d'una "literatura" en aquesta llengua.
L'únic llibre que existeix avui en portuguès oliventino és U principinhu (El Petit Príncep), que ha estat traduït per Manuel Sánchez.